# Ozero Tjornoje (sjö i Belarus, Vitsebsks voblast, lat 55,15, long 27,27)
Ozero Tjornoje (ryska: Озеро Чёрное) är en sjö i Belarus.   Den ligger i voblasten Vitsebsks voblast, i den norra delen av landet, 140 km norr om huvudstaden Minsk. Ozero Tjornoje ligger 139 meter över havet. Arean är 0,26 kvadratkilometer. Den sträcker sig 0,7 kilometer i nord-sydlig riktning, och 0,6 kilometer i öst-västlig riktning.
I omgivningarna runt Ozero Tjornoje växer i huvudsak blandskog. Runt Ozero Tjornoje är det ganska glesbefolkat, med 22 invånare per kvadratkilometer.